# Karen Miller
Pour les articles homonymes, voir Miller.
Œuvres principales
- La Prophétie du royaume de Lur

Karen Miller, née en 1961 à Vancouver au Canada, est une romancière australienne de science-fiction et de fantasy.

## Biographie
Karen Miller part pour l'Australie à l'âge de deux ans. Après des études à l'Université technologique de Sydney, elle part en Angleterre pour trois ans avant de retourner en Australie.
En 2005 elle publie son premier roman, The Innocent Mage, premier tome de sa série Kingmaker, Kingbreaker, suivi peu après par Innocence Lost. The Innocent Mage connaît un grand succès en Australie et est finaliste en 2005 du prix Aurealis pour la fantasy. Après qu'elle a écrit plusieurs autres romans, L'Impératrice de Mijak et The Riven Kingdom sont nommés au prix James Tiptree, Jr.. Elle écrit aussi deux romans pour la série Stargate SG-1.
Miller écrit aussi sous le pseudonyme de K. E. Mills, publiant le premier tome de la série Rogue Agent, The Accidental Sorcerer sous ce nom de plume.

## Œuvres

### Univers deLa Prophétie du royaume de Lur

#### SérieLa Prophétie du royaume de Lur
1. Le Mage du prince, Fleuve noir, 2008 ((en) The Innocent Mage, 2005)Finaliste du prix Aurealis en 2005
2. Le Retour du sorcier, Fleuve noir, 2009 ((en) The Awakened Mage, 2005)Paru en Australie sous le titre Innocence Lost

#### SérieLes Enfants du pêcheur
1. Le Mage prodigue, Fleuve noir, 2012 ((en) The Prodigal Mage, 2009)
2. La Fille du mage, Fleuve noir, 2012 ((en) The Reluctant Mage, 2010)

#### Préquelle
1. (en) Blight of Mages, 2011

### SérieLes Seigneurs de guerre
1. L'Impératrice de Mijak, Fleuve noir, 2010 ((en) Empress, 2007)Paru en Australie sous le titre Empress of Mijak - Nommé aux prix Aurealis et prix James Tiptree, Jr. en 2007
2. La Reine et le Guerrier, Fleuve noir, 2011 ((en) The Riven Kingdom, 2007)Finaliste du prix Aurealis en 2008, nommé au prix James Tiptree, Jr. en 2007
3. Le Marteau de dieu, Fleuve noir, 2011 ((en) Hammer of God, 2008)

### SérieRogue Agent
1. (en) The Accidental Sorcerer, 2008Paru sous le pseudonyme de K. E. Mills
2. (en) Witches Incorporated, 2009Paru sous le pseudonyme de K. E. Mills, finaliste du prix Aurealis en 2009[5]
3. (en) Wizard Squared, 2010
4. (en) Wizard Undercover, 2012

### UniversStar Wars

#### SérieThe Clone Wars
1. En territoire inconnu, Fleuve noir, coll. « Star Wars » no 93, 2009 ((en) Wild Space, 2008)  (ISBN 978-2-265-08804-7)
2. Gambit : Infiltré, Fleuve noir, coll. « Star Wars » no 100, 2010 ((en) Gambit: Stealth, 2010)  (ISBN 978-2-265-08806-1)
3. Gambit : Siège, Fleuve noir, coll. « Star Wars » no 103, 2010 ((en) Gambit: Siege, 2010)  (ISBN 978-2-265-08807-8)

### UniversStargate

#### SérieStargate Atlantis
1. (en) Alliances, 2006
2. (en) Do No Harm, 2008
  - (en) Medical Considerations, 2006Nouvelle publiée dans Stargate Magazine

### SérieThe Tarnished Crown
1. (en) The Falcon Throne, 2014